# Wahlbezirk Steiermark 9
Der Wahlbezirk Steiermark 9 war ein Wahlkreis für die Wahlen zum Abgeordnetenhaus im österreichischen Kronland Steiermark. Der Wahlbezirk wurde 1907 mit der Einführung der Reichsratswahlordnung geschaffen und bestand bis zum Zusammenbruch der Habsburgermonarchie.

## Geschichte
Nachdem der Reichsrat im Herbst 1906 das allgemeine, gleiche, geheime und direkte Männerwahlrecht beschlossen hatte, wurde mit 26. Jänner 1907 die große Wahlrechtsreform durch Sanktionierung von Kaiser Franz Joseph I. gültig. Mit der neuen Reichsratswahlordnung schuf man insgesamt 416 Wahlbezirke, wobei mit Ausnahme Galiziens in jedem Wahlbezirk ein Abgeordneter im Zuge der Reichsratswahl gewählt wurde. Der Abgeordnete musste sich dabei im ersten Wahlgang oder in einer Stichwahl mit absoluter Mehrheit durchsetzen. Der Wahlkreis Steiermark 9 umfasste die Stadt Maribor.
Aus der Reichsratswahl 1907 ging der Sozialdemokrat Hans Resel als Sieger hervor. Er erreichte im ersten Wahlgang 50,3 % und setzte sich damit ohne Stichwahl gegen deutsch-radikalen Vertreter Heinrich Wastian durch, der auf 43,8 % kam. Bei der Reichsratswahl 1911 konnte Wastian das Ergebnis jedoch drehen. Er erzielte im ersten Wahlgang bereits 52,9 % und konnte so Resel auf den zweiten Platz verweisen, der 38,2 % erreichte.

## Wahlergebnisse

### Reichsratswahl 1907
Die Reichsratswahl 1907 wurde am 14. Mai 1907 (erster Wahlgang) durchgeführt. Die Stichwahl entfiel auf Grund der absoluten Mehrheit für Resel im ersten Wahlgang.
| Kandidat                                                                   | Partei                             | Wahlkreisstimmen | Prozent |
| -------------------------------------------------------------------------- | ---------------------------------- | ---------------- | ------- |
| Hans Resel                                                                 | Sozialdemokratische Arbeiterpartei | 2075             | 50,3 %  |
| Heinrich Wastian                                                           | Deutsch-Radikale Partei            | 1805             | 43,8 %  |
| Felix von Lackenbacher                                                     | Christlichsoziale Partei           | 184              | 4,5 %   |
| Karl Trattnik                                                              | slovenisch-klerikale Partei        | 54               | 1,3 %   |
|                                                                            | Sonstige Parteien                  | 5                | 0,1 %   |
| Wahlberechtigte: 4643, Ungültige/Leere Stimmen: 8, Wahlbeteiligung: 89,0 % |                                    |                  |         |

### Reichsratswahl 1911
Die Reichsratswahl 1911 wurde am 13. Juni 1911 (erster Wahlgang) durchgeführt. Die Stichwahl entfiel auf Grund der absoluten Mehrheit für Wastian im ersten Wahlgang.
| Kandidat                                                                    | Partei                             | Wahlkreisstimmen | Prozent |
| --------------------------------------------------------------------------- | ---------------------------------- | ---------------- | ------- |
| Heinrich Wastian                                                            | deutsch-freiheitlicher Kandidat    | 2505             | 52,9 %  |
| Hans Resel                                                                  | Sozialdemokratische Arbeiterpartei | 1811             | 38,2 %  |
| Georg Stern                                                                 | Katholische Nationalpartei         | 340              | 7,2 %   |
| Friedrich Wanek                                                             | Alldeutsche Vereinigung            | 79               | 1,7 %   |
|                                                                             | Sonstige Parteien                  | 1                | 0,0 %   |
| Wahlberechtigte: 5396, Ungültige/Leere Stimmen: 11, Wahlbeteiligung: 88,0 % |                                    |                  |         |